# Cait O'Riordan
Caitlín "Cait" O'Riordan (Lagos, Nigéria, 4 de janeiro de 1965) é uma música britânica nascida na Nigéria, descendente de irlandeses e escoceses. Ela tocou baixo na banda irlandesa e londrina de punk/folk The Pogues, entre  1983 e 1986. Posteriormente tocou com Elvis Costello, seu marido de 1986 a 2002, bem como em outros projetos.